# Carver County
Das Carver County ist ein County im US-amerikanischen Bundesstaat Minnesota. Im Jahr 2020 hatte das County 106.922 Einwohner und eine Bevölkerungsdichte von 106,9 Einwohnern pro Quadratkilometer. Der Verwaltungssitz (County Seat) ist Chaska.
Das Carver County ist Bestandteil der Metropolregion Minneapolis–Saint Paul.

## Geografie

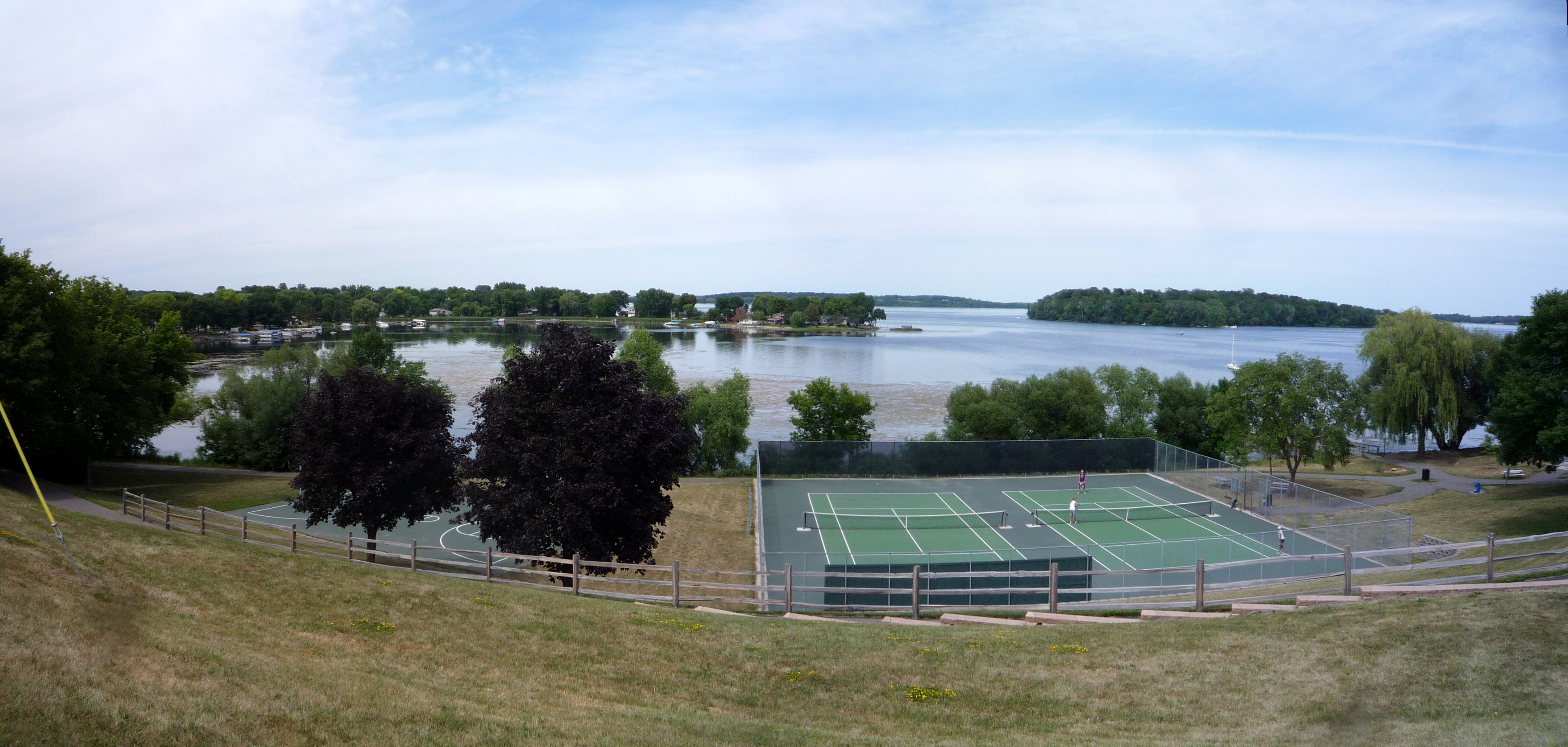
Lake Waconia

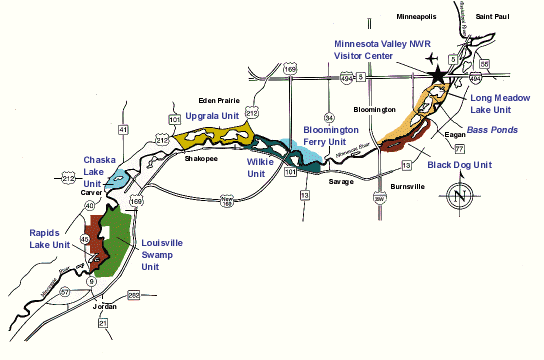
Karte des Minnesota Valley National Wildlife Refuge

Das County liegt im südwestlichen Vorortbereich von Minneapolis im mittleren Süden von Minnesota. Es hat eine Fläche von 974 Quadratkilometern, wovon 49 Quadratkilometer Wasserfläche sind.
Die südöstliche Grenze des Countys wird vom Minnesota River gebildet, der am südlichen Stadtrand von Minnesotas Hauptstadt Saint Paul in den Mississippi mündet. Durch die Mitte des Countys verläuft der südliche Arm des Crow River, der oberhalb von Minneapolis ebenfalls in den Mississippi mündet.
Das County liegt in einer seenreichen Landschaft. Im Norden hat es Anteil am Lake Minnetonka. Der größte See, der vollständig im Carver County liegt, ist der Lake Waconia.
Im Südosten hat das Carver County Anteil am Minnesota Valley National Wildlife Refuge, einem Naturschutzgebiet entlang des Minnesota River.
An das Carver County grenzen folgende Nachbarcountys:
|               | Wright County | Hennepin County |
| McLeod County |               |                 |
| Sibley County |               | Scott County    |

## Geschichte

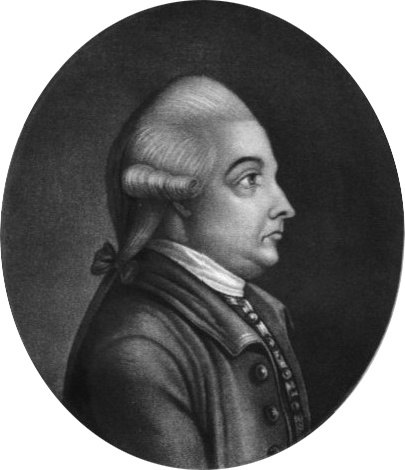
J. Carver

Das Carver County wurde am 20. Februar 1855 aus Teilen des Hennepin County und des Sibley County gebildet. Benannt wurde es nach Jonathan Carver, einem Erforscher des amerikanischen Kontinents.

34 Bauwerke und Stätten des Countys sind im National Register of Historic Places eingetragen (Stand 28. Januar 2018).

## Demografische Daten
Nach der Volkszählung im Jahr 2010 lebten im Carver County 91.042 Menschen in 32.715 Haushalten. Die Bevölkerungsdichte betrug 98,4 Einwohner pro Quadratkilometer. In den 32.715 Haushalten lebten statistisch je 2,72 Personen.
Ethnisch betrachtet setzte sich die Bevölkerung zusammen aus 94,0 Prozent Weißen, 1,4 Prozent Afroamerikanern, 0,3 Prozent amerikanischen Ureinwohnern, 2,8 Prozent Asiaten sowie aus anderen ethnischen Gruppen; 1,4 Prozent stammten von zwei oder mehr Ethnien ab. Unabhängig von der ethnischen Zugehörigkeit waren 4,0 Prozent der Bevölkerung spanischer oder lateinamerikanischer Abstammung.
29,5 Prozent der Bevölkerung waren unter 18 Jahre alt, 61,8 Prozent waren zwischen 18 und 64 und 8,7 Prozent waren 65 Jahre oder älter. 50,3 Prozent der Bevölkerung war weiblich.

Das jährliche Durchschnittseinkommen eines Haushalts lag bei 82.710 USD. Das Pro-Kopf-Einkommen betrug 36.807 USD. 5,0 Prozent der Einwohner lebten unterhalb der Armutsgrenze.

## Ortschaften im Carver County
Alle Ortschaften im Carver County haben den Status „City“
| - Carver - Chanhassen1 - Chaska - Cologne | - Hamburg - Mayer - New Germany - Norwood Young America | - Victoria - Waconia - Watertown |

1 – teilweise im Hennepin County

## Gliederung
Das Carver County ist neben den elf Citys in 10 Townships eingeteilt:
| Township               | Einwohner (2010) | FIPS     |
| ---------------------- | ---------------- | -------- |
| Benton Township        | 786              | 27-05266 |
| Camden Township        | 922              | 27-09406 |
| Dahlgren Township      | 1331             | 27-14482 |
| Hancock Township       | 345              | 27-26918 |
| Hollywood Township     | 1041             | 27-29726 |
| Laketown Township      | 2243             | 27-35108 |
| San Francisco Township | 832              | 27-58486 |
| Waconia Township       | 1228             | 27-67450 |
| Watertown Township     | 1204             | 27-68566 |
| Young America Township | 715              | 27-72130 |